# Club Malherbe caennais
Le Club Malherbe caennais est un club de football français fondé en 1907 et situé à Caen.
En 1913, il fusionne avec le Club sportif caennais et donne naissance au Stade Malherbe caennais.

## Historique
L'Union athlétique du Lycée de Caen est une association scolaire liée au lycée Malherbe de Caen. Dans son article premier, l'association sportive scolaire a pour but « le développement physique des élèves par la pratique rationnelle des sports athlétiques ». Son activité principale est l'athlétisme, qui est pratiqué toute l'année. Le football est pratiqué d'octobre à Pâques et le tennis de Pâques à juillet.
Champion de Basse-Normandie en 1903, le Lycée écarte le FC rennais en quart de finale du Championnat de France (4-1), mais tombe en demi-finale contre les parisiens du RC France (5-1) devant 2 000 spectateurs rassemblés sur la prairie.[réf. nécessaire]
Le 28 octobre 1907, des anciens de l'Union athlétique du Lycée de Caen créent le Club Malherbe Caennais par l'initiative d'André Detolle, Henri Pigis, Albert Berger et Henri Françoise.
En football, le club remporte le championnat de Basse-Normandie en 1909, 1910 et 1912,. Eugène Lesomptier, attaquant considéré comme l'un des meilleurs joueurs de Normandie, en est le capitaine[réf. nécessaire].
En 1912, Henri Pigis trouve un accord avec une société hippique locataire d'un terrain à Venoix, doté notamment d'une tribune, afin d'en partager l'exploitation avec le Club Malherbe caennais. L'accord stipule qu'en cas de disparition d'une des deux sociétés, l'autre devient bénéficiaire de la totalité du terrain. C'est ce qui va se passer avec la disparition de la société hippique à la suite de la Première Guerre mondiale. À cet emplacement va être érigé le stade de Venoix.[réf. nécessaire]
Comme de nombreux autres anciens licenciés du Club Malherbe caennais, Eugène Lesomptier est mobilisé par la Première Guerre mondiale. Il est tué le 30 août 1914.

## Palmarès
- Championnat de Basse-Normandie (USFSA) :
  - Champion : 1903, 1908, 1909, 1910, 1912